# Réau
Réau is een gemeente in het Franse departement Seine-et-Marne (regio Île-de-France) en telt 705 inwoners (1999). De plaats maakt deel uit van het arrondissement Melun en is een van gemeenten van de nieuwe stad Sénart.

## Geografie
De oppervlakte van Réau bedraagt 13,3 km², de bevolkingsdichtheid is 53,0 inwoners per km².
De onderstaande kaart toont de ligging van Réau met de belangrijkste infrastructuur en aangrenzende gemeenten.

## Demografie
Onderstaande figuur toont het verloop van het inwonertal (bron: INSEE-tellingen).